# Søren Mussmann
Søren Mussmann (født 29. juni 1993) er en dansk tidligere fodboldspiller. Han spillede sidst for den italienske serie B-klub FC Pro Vercelli, hvortil han kom i sommeren 2016 fra den klub, hvor han indtil da havde spillet hele sin seniortid, SønderjyskE.

## Karriere

### SønderjyskE

#### 2010/11
Mussmann fik sin Superliga-debut for SønderjyskE i sæsonen 2010/11, nærmere betegnet d. 29. maj 2011, da han i 33. spillerunde mod Brøndby IF, blev skiftet ind til starten af anden halveg i stedet for esteren Andrei Sidorenkov, foran 5.294 tilskuere hjemme på Haderslev Fodboldstadion. SønderjyskE tabte kampen 0-2.  
Den 26. august 2011 var Mussmann  til prøvetræning i skotske Celtic, dog uden, at det kastede en kontrakt af sig. 

#### 2011/12
Sæsonen 2011/12 blev ikke nogen mindeværdig begivenhed for Mussmann, da han ikke spillede et eneste minut i Superligaen. Sønderjyske endte med en placering som nummer 6 som på daværende tidspunkt faktisk var klubben bedste resultat nogensinde.  

#### 2012/13
Før sæsonen 2012/13 fik han en alvorlig lyskeskade, som holdt ham ude at truppen i næsten 10 måneder. På dette tidspunkt havde han kun spillet én kamp for klubben. Men da han i april 2013 begyndte at spille igen, fik han ros for sine præstationer i sine første to kampe, mod hhv. Brøndby IF og OB. 
Mussmann spillede i alt 4 kampe i denne sæson. Den første af de fire var i 27. spillerunde mod Brøndby IF, på Brøndby Stadion, hvor Mussmann spillede alle kampens 90 minutter og hjalp SønderjyskE til en 3-0 sejr på mål af Tommy Bechmann, Lasse Vibe og, en anden ung sønderjyde, Andreas Oggesen. Mussmann præstation i denne kamp medførte blandt andet en masse rosende ord fra træner Lars Søndergaard. 
Runden efter spillede Mussmann sin anden kamp i sæsonen, mod OB på hjemmebane. Mussmann kom på banen efter 76. minutter i stedet for Daniel Christensen. SønderjyskE endte som kampens vinder med en 4-1 sejr på mål af Tommy Bechmann (2), Henrik Hansen og Johan Absalonsen.  
I den efterfølgende runde spillede Mussmann hele kampen på Farum Park mod FC Nordsjælland. En kamp der endte 2-2. 
Mussmanns sidste kamp i denne sæson var i 31. spillerunde mod AGF på NRGI Park foran 8.614 tilskuere. Mussmann blev skiftet ind, efter 62 minutter i stedet for Rabiu Afolabi, men kunne ikke forhindre er sønderjysk nederlag på 2-1. Ved sæsonens afslutning befandt SønderjyskE sig på en flot 8. plads.  

#### 2013/14
Sæsonen 13/14 spillede Mussmann i alt 10 kampe, hvor 7 af dem var fra start.  
D.18 september 2013 forlængede Søren Mussmann sin kontrakt med SønderjyskE, så den nu har udløb i sommeren 2016. 
4 dage efter, d. 22. september startede Mussmann på banen for SønderjyskE ude mod FC Nordsjælland. Dette var kampen, hvor Mussmann tegnede sig for sin første målgivendeaflevering i Superligaen. Kampen endte 2-0 til SønderjyskE på mål af Bjørn Paulsen og Johan Absalonsen, dog måtte Mussmann lade sig udskifte efter 54 minutter i stedet for Jacob Tjørnelund. SønderjyskE endte sæsonen som nummer 10 og sikrede sig dermed overlevelse.  

#### 2014/15
Sæsonen 2014/15 bød på 15 kampe for Mussmann. I 6. spillerunde mod Randers FC lavede Mussmann sin anden målgivendeaflevering i Superliga-regi, da han assisterede Silas Songanis 1-0 scoring efter 28 minutter hjemme på Sydbank Park. En føring, der blev udlignet i overtiden af Djiby Fall fra Randers, hvorfor kampen endte 1-1. 
I 26. spillerunde mod AaB fik Mussmann sit første gule kort i Superligaen, da SønderjyskE hjemme tabe 3-0 til de forsvarende Pokalvindere og Danmarksmestre fra AaB.
To spillerunder senere scorede Mussmann sit første Superligamål, da han i det 42. minut på DS Arena udlignede Hobros 1-0 føring. Mussmann spillede hele kampen, endte 2-2 og sikrede SønderjyskE et point. I sæsonens sidste 9 kampe spillede Mussmann fuld tid i hver kamp. SønderjyskE sluttede som nummer 10 og undgik endnu en gang nedrykningsfaren, der i stedet gik ud over FC Vestsjælland og Silkeborg IF.   

#### 2015/16
I Sæsonen 2015/16 har Mussmann indtil nu spillet 3 kampe, hvor han i alle har spillet samtlige 90 minutter. Den første kamp bød på en 0-2 sejr på Farum Park mod FC Nordsjælland. Efterfølgende har SønderjyskE tabt til FC Midtjylland og FC København.    
Mussmann nåede i alt 16 kampe i Superligaen, men fik dog ikke scoret i sæsonen. I 5. runde i 3-0 sejren over Hobro IK fik Mussmann sit andet gule kort i Superliga regi. Denne sæson endte med en flot sølvmedalje til Sønderjyske, hvilket er klubbens hidtil højeste placering. Søren Mussmann nåede i alt 45 kampe og 1 mål for SønderjyskE inden han skiftede til FC Pro Vercelli.

### FC Pro Vercelli
Efter kontraktudløb i SønderjyskE skrev Søren Mussmann den 2. august 2016 under på en toårig kontrakt med den italienske klub FC Pro Vercelli. Inden da trænede han med i AC Horsens, men det blev ikke til mere end et besøg på en uges tid.
Den 17. januar 2017 offentliggjorde People in Sport, at Søren Mussmann stoppede karrieren i en alder af 23 år grundet sin 4. hofteoperation, som han skal igennem i februar 2017.